# Scott Christie
Scott Christie (4 marzo 1971) è un pentatleta statunitense.

## Palmarès
In carriera ha conseguito i seguenti risultati:
- Mondiali

Sofia 1997: oro nel pentathlon moderno staffetta a squadre.
Budapest 1999: bronzo nel pentathlon moderno staffetta a squadre.
Berlino 2007: argento nel pentathlon moderno staffetta a squadre.